# 120º Reggimento artiglieria
Il 120º Reggimento artiglieria motorizzato, successivamente 120º Gruppo artiglieria da campagna semovente "Po", è stato un reparto di artiglieria terrestre del Regio Esercito e poi dell'Esercito Italiano.

## Le origini
Il 120º Reggimento di artiglieria motorizzato venne costituito a Padova il 15 agosto 1941 presso il deposito del 20º reggimento artiglieria "Piave" e
mobilitato nell'ottobre dello stesso anno. Agli ordini del colonnello Di Janni fu impiegato in un intenso addestramento per essere destinato al Corpo di spedizione italiano in Russia (CSIR).

## Storia

### Campagna di Russia
Assegnato il 26 febbraio 1942 al "gruppo d'intervento Ovest" dell'esercito tedesco, il 28 dello stesso mese entrò a far parte del Reggimento tattico "Lombardi" alle dipendenze della 1ª Armata corazzata tedesca distinguendosi, unitamente al 6º Reggimento bersaglieri, durante l'azione che respinse con successo una pericolosa puntata offensiva delle forze corazzate russe fra Pavlograd (Pawlograd) e Slarvinca.
Il 15 marzo 1942 il 120º Reggimento artiglieria passò effettivo alla 3ª Divisione celere "Principe Amedeo Duca d'Aosta".
Nel luglio 1942 il reparto viene inquadrato nella neo costituita ARMIR, sempre inserito nel XXXV Corpo d'Armata (ex CSIR).
Il 12 luglio 1942 il 120º partecipò, con altri reparti, alle operazioni per la conquista del munitissimo caposaldo di Jvanovka e dell'importante bacino carbonifero di Kransij Lutsch. La divisione "Celere" ebbe quindi il compito di eliminare la tesa di ponte russa di Serafimovič. Il 30 luglio mentre si procedeva allo schieramento del 120º, i russi sferrarono un potente attacco sostenuto da 24 carri T-34 e 16 T-28 con l'obiettivo di sorprendere le nostre truppe. L'attacco colse di sorpresa il II/120º da 75 che riportò notevoli danni mentre la batteria controcarri ed i pezzi appena schierati del I/120º da 100 e il III/120º da 75 aprirono il fuoco contro la formazione corazzata avversaria. Il fuoco sempre più efficace del 120º fu tale da tallonare incessantemente i carri in movimento, dalle minime distanze (30–40 m. circa) ai 300 metri ed oltre, costringendoli, per le durissime perdite subite, a rinunciare alla lotta e a ritirarsi velocemente. L'importante testa di ponte di Serafimovich era conquistata.
Il 22 agosto, per quella che fu definita la battaglia di arresto sul Don, sulle alture di Jagodovij rifulse il valore degli artiglieri del 120º e particolarmente del III gruppo che fu costretto a sparare con alzo a zero alle minime distanze.
Nel dicembre il nemico attaccò in forze. Dal 16 al 19 dicembre il nemico, violentemente attaccato dai bersaglieri e martellato dal preciso tiro del 120º, non poté condurre a termine la sua manovra di accerchiamento, tuttavia alle spalle dello schieramento italiano si ebbero pericolose infiltrazioni: lo stesso comandante del 120º, tenente colonnello De Simone, fu costretto a difendersi con le armi.
Il 19 dicembre il nemico, per quanto contrastato dalla divisione "Celere", riuscì a completare l'accerchiamento del XXXV Corpo d'Armata che nella notte sul 20 ricevette l'ordine di ripiegare. Gli artiglieri del 120º si sacrificano ai pezzi nel vano tentativo di permettere ai reparti del 3º Reggimento bersaglieri e 6º Reggimento bersaglieri di sganciarsi.
Il posto comando di reggimento con il suo comandante ripiegò per ultimo, ma l'esigua colonna fu ben presto raggiunta e sopraffatta dal nemico. Il comandante, prima di cadere prigioniero, bruciò la bandiera per non lasciarla al nemico il 21 dicembre 1942, presso Meskov.
Il ripiegamento procedette sotto l'incalzare del nemico finché il 27 dicembre, esaurito il carburante, si impose l'abbandono degli otto pezzi rimasti.
Inquadrato ai primi di gennaio 1943 nella cosiddetta "colonna Carloni", unità che raccoglieva reparti vari con ancora un buon grado di capacità di combattimento agli ordini del colonnello Mario Carloni comandante del 6º Reggimento bersaglieri composta da 2340 italiani (essenzialmente 3º e 6º bersaglieri e artiglieri del 120º) e 200 tedeschi del "gruppo Schuldt" con 7 carri armati, fu dislocato nella zona di Pavlograd con l'ordine di fermare l'avanzata russa. All'alba del 17 febbraio ventimila russi con numerosissimi mezzi corazzati sferrarono l'attacco, il 120º si sacrificò quasi totalmente con combattimenti strada per strada, casa per casa, per permettere la copertura dei reparti in ritirata. Il drammatico ripiegamento si concluse il 22 febbraio 1943 quando i resti dei reparti della 3ª Divisione "Celere" giunsero in zona di raccolta a Dnepropetrovsk, dove furono elogiati dal comandante tedesco della piazza, generale Günther Meinhold, infine rimpatriati. La Battaglia di Pavlograd fu l'ultima battaglia sostenuta dagli italiani in Russia, perciò il 120° fu uno degli ultimissimi reparti che rientrarono in Patria, dove giunse a Tarvisio il 28 marzo 1943. Il 120º fu sciolto in seguito agli eventi bellici successivi.

### Dopoguerra

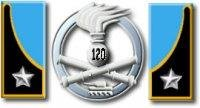
Mostrine e fregio 120º

Ricostituito il 1º ottobre 1975 a Palmanova, nel quadro della ristrutturazione dell'Esercito Italiano sulla base del I gruppo del 8º Reggimento artiglieria terrestre "Pasubio" come 120º Gruppo artiglieria da campagna semovente "Po" ed inquadrato nella Brigata corazzata "Pozzuolo del Friuli", a sua volta inquadrata nella Divisione meccanizzata "Mantova", è stato dotato di semoventi M109 con canna di produzione OTO Melara, ed affiancato ai gloriosi reparti di cavalleria, prima all'interno delle mura della città fortezza di Palmanova (Caserme "Ederle" e "Montezemolo") e successivamente presso la caserma "G. Durli" fuori Porta Cividale a fianco del 28º Gruppo squadroni carri "Cavalleggeri di Treviso".
È stato impiegato massicciamente durante il Terremoto del Friuli del 1976, motivo per cui gli è stata riconosciuta un'onorificenza.
Il 10 ottobre 1976 ha ricevuto il nuovo vessillo insignito della Medaglia d'argento al valor militare per le vicende della Campagna italiana di Russia.
Il 9 febbraio 1978 la Bandiera è stata decorata della Medaglia di bronzo al valore dell'Esercito per l'opera di soccorso prestata durante il sisma che ha colpito il Friuli nel 1976.
Il 31 marzo 1991, nell'ambito della nuova riorganizzazione delle FF.AA., il 120º Gruppo è stato nuovamente sciolto e la sua bandiera di guerra è attualmente custodita presso il Sacrario delle bandiere al Vittoriano a Roma.

## Onorificenze
La Bandiera di Guerra del 120º Reggimento artiglieria è decorata di una Medaglia d'argento al valor militare e una Medaglia di bronzo al valor dell'Esercito:

## Comandanti
| I    | colonnello                | Dino      | DI JANNI   | agosto 1941    | giugno 1942    |
| II   | tenente colonnello igs.   | Ugo       | DE SIMONE  | giugno 1942    | dicembre 1942  |
| III  | tenente colonnello t. SG. | Arturo    | PARRILLI   | ottobre 1975   | settembre 1976 |
| IV   | tenente colonnello t. SG. | Romano    | ZOPPIS     | settembre 1976 | settembre 1977 |
| V    | tenente colonnello        | Bruno     | PIRAS      | settembre 1977 | settembre 1978 |
| VI   | tenente colonnello t. SG. | Rinaldo   | SOLAINI    | settembre 1978 | settembre 1979 |
| VII  | tenente colonnello        | Pasquale  | LOCURTO    | settembre 1979 | settembre 1980 |
| VIII | tenente colonnello t. SG. | Carlo     | CIACCI     | settembre 1980 | settembre 1981 |
| IX   | tenente colonnello        | Raffaele  | BABUSCIO   | settembre 1981 | settembre 1982 |
| X    | tenente colonnello t. SG. | Francesco | LOVINO     | settembre 1982 | settembre 1983 |
| XI   | tenente colonnello        | Benedetto | BARTOLOMEI | settembre 1983 | luglio 1985    |
| XII  | tenente colonnello t. SG. | Liberato  | SANTARELLI | luglio 1985    | luglio 1986    |
| XIII | tenente colonnello        | Cosimo    | MALVASO    | luglio 1986    | luglio 1987    |
| XIV  | tenente colonnello t. SG. | Giuseppe  | DI MICELI  | luglio 1987    | luglio 1988    |
| XV   | tenente colonnello t. SG. | Rocco     | PANUNZI    | luglio 1988    | luglio 1989    |
| XVI  | tenente colonnello        | Angelo    | FORNARO    | agosto 1989    | settembre 1990 |
| XVII | tenente colonnello t. SG. | Pasquale  | MARTINELLO | settembre 1990 | 31 marzo 1991  |

## Simboli

### Stemma
Interzato in pergola: nel primo, d'argento, all'aquila di nero, coronata d'oro, perticata su due cannoni decussati dello stesso e caricata in cuore di uno scudetto partito, a) di rosso, alla croce d'argento (di Savoia moderno); b) d'argento alla croce di rosso (di Padova); nel secondo, di rosso, al tridente bizantino d'Ucraina d'oro, sormontato da una stella d'argento; nel terzo, d'azzurro, la pianta della città di Palmanova d'oro.
Ornamenti esteriori:
- lo scudo è sormontato dalla corona turrita degli Enti Militari (in precedenza, fino al 1987: due cannoni d'artiglieria d'oro  sovrastati al centro da un elmo romano, nel cuore il numero reggimentale 120; sotto, un carroarmato con drago delle truppe corazzate)
- lista bifida d'oro, svolazzante, collocata sotto la punta dello scudo, incurvata con la concavità rivolta verso l'alto, riportante il motto, in lettere maiuscole di nero: "NUOVE VAMPE NELLA GRANDE FIAMMA"
- nastri rappresentativi delle ricompense al Valore: annodati nella parte centrale non visibile della corona turrita, scendenti svolazzanti in sbarra ed in banda dal punto predetto, passando dietro la parte superiore dello scudo: 1 M.A.V.M., 1 M.B.V.E.

### Motto
"Nuove vampe nella grande fiamma".
Il significato è la costituzione del nuovo reparto di artiglieria subito messo in azione nella grande fiamma dell'artiglieria nella seconda guerra mondiale.